# Taraxacum acutangulum
Taraxacum acutangulum — вид квіткових рослин з родини айстрових (Asteraceae). Вид зростає в Європі: Данія, Норвегія, Швеція, Фінляндія, Нідерланди, Бельгія, Люксембург, Німеччина, Швейцарія, Австрія, Польща, Португалія, Іспанія, Франція, Естонія, Латвія, Литва; це багаторічна рослина помірних біомів.